# 瑠月未来
瑠月 未来（るつき みらい）は日本の女性声優。主にアダルトゲームに声をあてている。

## 出演作品
太字は主役・メインキャラクター

### ゲーム

#### 2003年
- 潮風の街（葛城さら）[1]

#### 2004年
- すくみずポリス（桜琉瑠）
- 月の降る夜（遠藤忍）[2]

#### 2005年
- 獣・姦喜の雄叫び[3]
- 妻娘変態奴隷（円城寺さやか）[4]
- 月の降る夜 + 7ven days Ed.（遠藤忍）[5]
- 夏菓子 〜なつかし〜（柳原日向子）

#### 2006年
- 愛することは生きていくこと（遠藤陽菜）[6]
- ないモノねだり〜大正人形姫奇譚〜（鶴居鏡）[7]
- 夢見る銀貨（篠井琴葉）[8]

#### 2007年
- 妹ワガママHG（アリナ）[9]
- 女将・静香 〜熟れた果実が堕ちる刻〜（岡島千晶）
- お嬢様の為に鐘は鳴る（藤堂彩姫）[10]
- ダブルエッセンス（矢上雪香）[11]
- ちいさな牙と調教師（レナーテ・アルムホルト）[12]
- ふたなり遊戯 〜禁断の輪舞曲〜（森園聖）[13]

#### 2008年
- 成仏させて!?（茜）
- 脱!とらぶる雀（ララ・サタリン・デビルーク）[14]
- 天空の花嫁選び（ビアンカ）[15]

#### 2009年
- お掃除フェラチオCollection シルブプレ!（碧流）
- 退魔戦士彼女（現王園美奈）[16]

### アニメ

#### 2010年
- 東方動画 優詠抄（鈴仙・優曇華院・イナバ）